# Чернецов, Григорий Устинович
Григорий Устинович Чернецов (22 января 1914, Горноводяное, Саратовская губерния — 30 марта 1990, Монино, Московская область) — лётчик-штурмовик, участник Великой Отечественной войны, Герой Советского Союза, военный лётчик 1-го класса, генерал-майор авиации.

## Биография
Родился 22 января 1914 года в селе Горноводяное ныне Дубовского района Волгоградской области в семье крестьянина. Русский. Член ВКП(б) с 1939 года. Окончил профтехшколу, работал слесарем на заводе «Красный Октябрь». Призван Дубовским РВК Сталинградской области в 1934 году и направлен на обучение в лётную школу по комсомольской путёвке. В 1937 окончил Сталинградскую военную школу лётчиков. После окончания школы служил на лётных должностях в частях ВВС.

### Во время войны
На фронтах Великой Отечественной войны с 29 ноября 1941 года. В августе 1941 года назначен военкомом авиационной эскадрильи в 667-й ночной бомбардировочный авиационный полк. Полк был вооружён самолётами Р-5. 22 января 1942 года назначен командиром эскадрильи, через 10 дней после начала боевых действий полка на Волховском фронте в составе ВВС 4-й армии. К 3 июня 1942 года выполнил 19 ночных боевых вылетов, подготовил в своей эскадрильи три снайперских экипажа. Награждён первой наградой — орденом Красного Знамени.
В июле 1942 года полк убыл в тыл на переучивание и переформирование. Полк переименован в 667-й штурмовой авиационный полк, капитан Чернецов назначен командиром 1-й эскадрильи 667-го штурмового авиационного полка 292-й штурмовой авиационной дивизии 1-го штурмового авиационного корпуса. Капитан Чернецов первым в полку вылетел на боевое задание после переучивания на Ил-2. Первым в полку освоил полёты в сложных метеорологических условиях: при видимости 1-2 км, высота облаков 25-100 м.
По состоянию на декабрь 1942 года эскадрилья Г. У. Чернецова не имела ни одного лётного происшествия. В марте 1943 года эскадрилья майора Г. У. Чернецова прошла подготовку к ночным полётам. В апреле 1943 года майор Г. У. Чернецов назначен командиром 820-го штурмового Киевского авиационного полка 292-й штурмовой авиационной дивизии 1-го штурмового авиационного корпуса. В феврале 1944 года гвардии подполковник Чернецов Г. У. принимал гвардейское Красное знамя в честь переименования 820-го штурмового Киевского авиационного полка 292-й штурмовой авиационной дивизии 1-го штурмового авиационного корпуса в 155-й гвардейский штурмовой авиационный полк 9-й гвардейской штурмовой авиационной дивизии 1-го гвардейского штурмового авиационного корпуса на основании приказа НКО СССР № 016 от 05.02.1944 года за боевые отличия, стойкость и массовый героизм личного состава, проявленные в Курской битве и в сражениях на Правобережной Украине.
К январю 1945 года командир 155-го гвардейского штурмового авиационного полка (9-я гвардейская штурмовая авиационная дивизия, 1-й гвардейский штурмовой авиационный корпус, 2-я воздушная армия, 1-й Украинский фронт) гвардии подполковник Чернецов совершил 110 боевых вылетов. За весь период боевых действий по январь 1945 года подполковник Чернецов лично уничтожил: танков — 31, автомашин с войсками и грузом — 58, повозок с боеприпасами — 19; подавил огонь батарей полевой артиллерии — 5, батарей зенитной артиллерии — 8, уничтожил складов с боеприпасами и горючим — 3, в воздушных боях сбил 2 самолёта противника, уничтожил на земле 5 вражеских самолётов, истребил 240 солдат и офицеров.
10 апреля 1945 года Указом Президиума Верховного Совета СССР гвардии подполковнику Г. У. Чернецову присвоено звание Героя Советского Союза.

### После войны
После войны продолжал служить в ВВС. В 1949 году окончил Военную академию имени М. В. Фрунзе. Служил на различных командных должностях в ВВС. Преподавал в Военно-воздушной академии имени Ю. А. Гагарина. С 1964 года генерал-майор авиации Чернецов в запасе. Жил в посёлке Монино Московской области. Умер в 1990 году. Похоронен на Монинском мемориальном кладбище.

### Должности и звания в период войны
| Период                  | Должность                            | Место службы |
| ----------------------- | ------------------------------------ | --- |
| 1934 −1937              | курсант                              | Сталинградская военная авиационная школа лётчиков                                                                                            |
| 06.1941 — 22.01.1942    | Военком эскадрильи, капитан          | 667-й ночной бомбардировочный авиационный полк ВВС 4-й армии                                                                                 |
| 22.01.1942 — 01.07.1942 | командир эскадрильи, капитан         | 667-й ночной бомбардировочный авиационный полк ВВС 4-й армии                                                                                 |
| 01.07.1942 — 04.1943    | командир эскадрильи, капитан         | 667-й штурмовой авиационный полк 292-й штурмовой авиационной дивизии 1-го штурмового авиационного корпуса                                    |
| 04.1943 — 05.02.1944    | командир полка, майор                | 820-й штурмовой авиационный полк 292-й штурмовой авиационной дивизии 1-го штурмового авиационного корпуса                                    |
| 05.02.1944 — 11.05.1945 | командир полка, гвардии подполковник | 155-й гвардейский штурмовой авиационный полк 9-й гвардейской штурмовой авиационной дивизии 1-го гвардейского штурмового авиационного корпуса |

### Участие в операциях и сражениях
- Великолукская операция с 24 ноября 1942 года по 20 января 1943 года.
- Демянская операция с 15 февраля 1943 года по 28 февраля 1943 года.
- Белгородско-Харьковская операция (Румянцев) с 3 августа 1943 года по 23 августа 1943 года.
- Кировоградская операция с 5 января 1944 года по 16 января 1944 года.
- Корсунь-Шевченковская операция с 24 января 1944 года по 17 февраля 1944 года.
- Уманско-Ботошанская операция — с 5 марта 1944 года по 17 апреля 1944 года.
- Львовско-Сандомирская операция — с 13 июля 1944 года по 29 августа 1944 года.
- Карпатско-Дуклинская операция — с 8 сентября 1944 года по 28 октября 1944 года.
- Сандомирско-Силезская операция — с 12 января 1945 года по 3 февраля 1945 года.
- Нижне-Силезская операция — с 8 февраля 1945 года по 24 февраля 1945 года.
- Верхне-Силезская операция — с 15 марта 1945 года по 31 марта 1945 года.
- Берлинская операция — с 16 апреля 1945 года по 8 мая 1945 года.
- Пражская операция — с 6 мая 1945 года по 11 мая 1945 года.

### Эпизоды боев

#### 5 марта 1942 года
Боевая задача — специальное задание по высадке в глубоком тылу противника группы агентурных работников разведывательного отдела. Несмотря на сложные метеорологические условия в тылу противника, боевую задачу Чернецов выполнил успешно.

#### 24 марта 1942 года
Участвовал в дневной переброске продуктов передовым частям 2-й и 59-й армий. И несмотря на сильный заградительный огонь зенитной артиллерии противника, сумел выполнить задание и возвратиться на свой аэродром.
Самолёт при этом получил до 200 пулевых и осколочных пробоин.

#### 25 ноября 1942 года
В районе цели по дороге г. Белый — Владимирская звено штурмовиков Ил-2 под командованием капитана Чернецова Г.У, было обстреляно сильными огнём зенитной артиллерии. Метким огнём, точным попаданием бомб и снарядов звено уничтожило до 10 машин с пехотой противника, подожгли две цистерны с горючим, разбили один паровоз и 15 железнодорожных вагонов с войсками и грузом .

## Награды

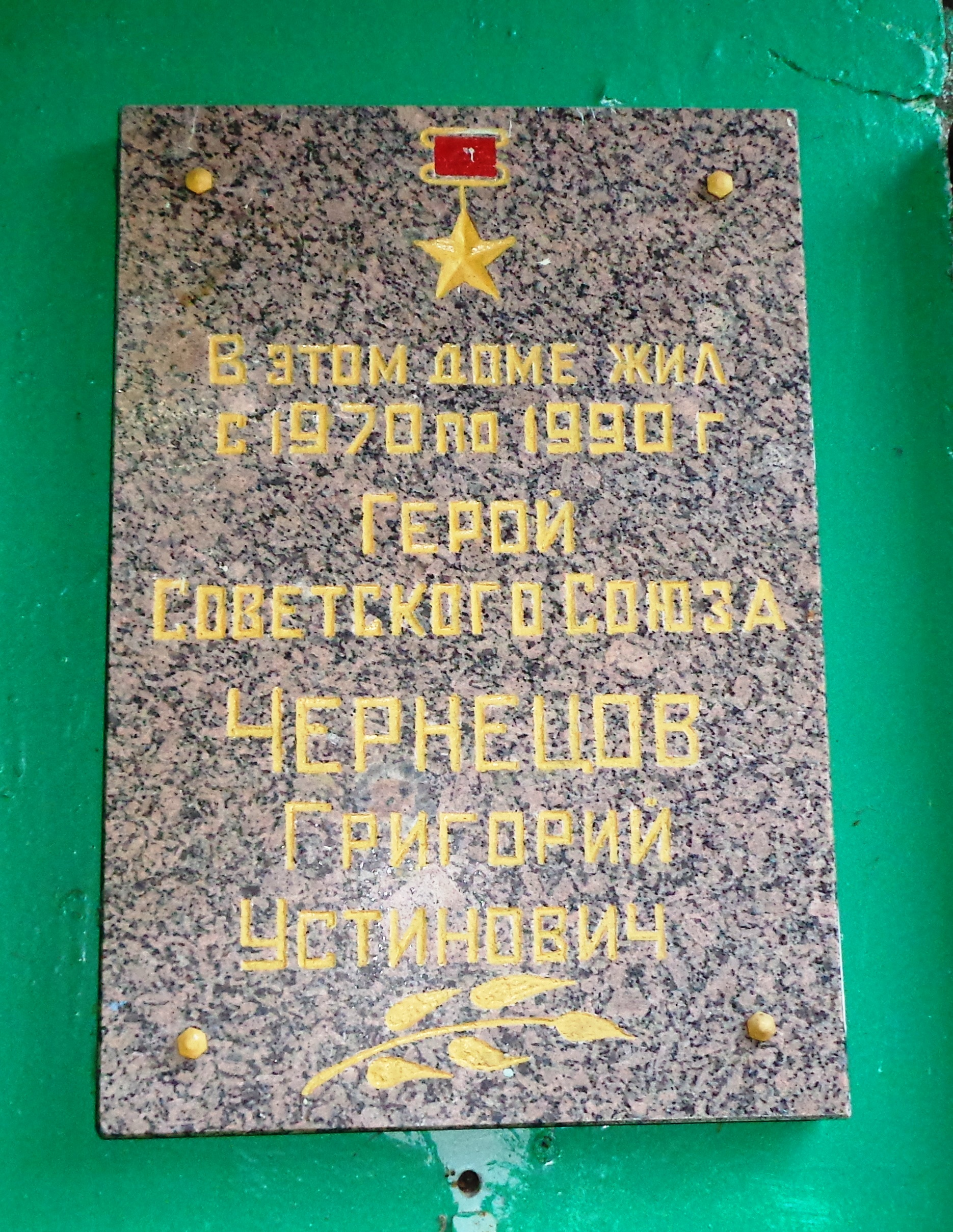
Мемориальная доска на доме № 5 по улице Маслова в посёлке Монино Московской области

- медаль «Золотая Звезда» Героя Советского Союза (№ 6076, 10.04.1945)[3];
- орден Ленина (10.04.1945)[3];
- орден Красного Знамени (01.09.1943)[4];
- орден Красного Знамени (29.06.1943)[5];
- орден Красного Знамени (17.08.1944)[6];
- орден Красного Знамени;
- орден Суворова 3-й степени (18.06.1944)[7];
- орден Отечественной войны 1-й степени (16.10.1943)[8];
- орден Отечественной войны 1-й степени (11.03.1985)[9].
- орден Отечественной войны 2-й степени (13.02.1943)[1];
- орден Красной Звезды;
- медаль «За боевые заслуги» (11.1944)[3];
- медаль «В ознаменование 100-летия со дня рождения Владимира Ильича Ленина»;
- медаль «За победу над Германией в Великой Отечественной войне 1941—1945 гг.»;
- юбилейная медаль «Двадцать лет Победы в Великой Отечественной войне 1941—1945 гг.»;
- юбилейная медаль «Тридцать лет Победы в Великой Отечественной войне 1941—1945 гг.»;
- юбилейная медаль «Сорок лет Победы в Великой Отечественной войне 1941—1945 гг.»;
- медаль «За освобождение Праги»;
- юбилейная медаль «30 лет Советской Армии и Флота»;
- юбилейная медаль «40 лет Вооружённых Сил СССР»;
- юбилейная медаль «50 лет Вооружённых Сил СССР»;
- юбилейная медаль «60 лет Вооружённых Сил СССР»;
- юбилейная медаль «70 лет Вооружённых Сил СССР».

## Память
- Имя Героя увековечено на памятном мемориале воинам-жителям Щёлковского района Московской области[10].
- На доме № 5 по улице Маслова в Монино Щёлковского района Московской области, где проживал Герой в последние годы, установлена мемориальная доска.